# Mickey Gall
Mickey Gall (Nueva Jersey, 22 de enero de 1992) es un artista marcial mixto estadounidense, que actualmente compite en la división de peso wélter dentro de la compañía Ultimate Fighting Championship.

## Primeros años
Gall nació en Green Brook, Nueva Jersey. Comenzó a realizar boxeo a nivel amateur con 13 años, pero con 16 años se cambió a practicar jiu-jitsu brasileño (JJB), más adelante, con 19 años empezó entrenamientos de MMA.
Cuando Gall asistía al instituto, practicó wrestling y fue capitán en su equipo de fútbol, en Watchung Hills Regional High School. Cursó estudios universitarios en Rutgers y tuvo que compaginarlos con sus entrenamientos de jiu-jitsu, Gall también trabajó como conductor de transporte para Walmart.
Dana White vio su gran potencial y lo reclutó para su compañía.

## Carrera en las artes marciales mixtas
En su debut en las artes marciales mixtas, el 21 de noviembre de 2015 peleó contra Ron Templeton, la pelea acabó en el primer asalto, ganándole por una sumisión.
El siguiente combate fue su debut en la UFC, contra Mike Jackson el 6 de febrero de 2016, la pelea acabó en 45 segundos y dándole la victoria a Mickey Gall por sumisión.
El 10 de septiembre de 2016, peleó contra el debutante CM Punk, el cual había ha venido de la WWE, pero por pequeños problemas con la compañía decidió dedicarse a las artes marciales mixtas. La victoria también fue en el primer asalto, y nuevamente por sumisión.
El 17 de diciembre de 2016, peleó contra Sage Northcutt. La victoria acabó en el segundo asalto, nuevamente por una sumisión a favor de Gall.
Gall se enfrentó a Randy Brown el 4 de noviembre de 2017, en el UFC 217. Perdió la pelea por decisión unánime.
Gall se enfrentó a George Sullivan el 25 de agosto de 2018 en UFC Fight Night: Gaethje vs. Vick. Ganó el combate por sumisión en el primer asalto, lo que supuso la quinta victoria por estrangulamiento trasero de Gall en cinco victorias en su carrera.
Gall se enfrentó a Diego Sánchez el 2 de marzo de 2019 en UFC 235. Perdió el combate por TKO en el segundo asalto.
Gall se enfrentó a Salim Touahri el 3 de agosto de 2019, en UFC on ESPN: Covington vs. Lawler. Ganó el combate por decisión unánime.
Gall estaba programado para enfrentarse a Carlos Condit el 7 de diciembre de 2019, en UFC on ESPN: Overeem vs. Rozenstruik. Sin embargo, Condit se vio obligado a retirarse del evento debido a un desprendimiento de retina, por lo que el combate se canceló posteriormente.
Gall estaba programado para enfrentarse a Alex Oliveira el 29 de febrero de 2020, en UFC Fight Night: Benavidez vs. Figueiredo. Sin embargo, el 27 de diciembre de 2019, el combate fue retirado del evento por la UFC. El combate no fue reemplazado y la promoción no dio ninguna razón para la cancelación.
La siguiente vez que Gall se enfrentó a Mike Perry fue el 27 de junio de 2020, en UFC on ESPN: Poirier vs. Hooker. Perdió el combate por decisión unánime.
Gall estaba programado para enfrentarse a Miguel Baeza el 19 de septiembre de 2020, en UFC Fight Night: Covington vs. Woodley. Sin embargo, el 10 de septiembre de 2020, Gall se retiró del evento debido a una lesión.
Gall se enfrentó a Jordan Williams el 24 de julio de 2021 en UFC on ESPN: Sandhagen vs. Dillashaw. Ganó el combate mediante una sumisión por estrangulamiento en el primer asalto.
Gall se enfrentó a Alex Morono el 4 de diciembre de 2021 en el evento UFC on ESPN: Font vs. Aldo. Perdió el combate por decisión unánime.
Gall enfrentó a Mike Malott en el UFC 273 el día 9 de abril de 2022. Perdió el combate por nocaut técnico.

#### Regreso a UFC
Gall enfrentó a Bassil Hafez el 1 de junio de 2024 en UFC 302. Perdió la pelea por decisión unánime.

## Récord en artes marciales mixtas
| Resultado | Récord | Oponente        | Método                                 | Evento                                  | Fecha                    | Ronda | Tiempo | Localización                     | Notas |
| --------- | ------ | --------------- | -------------------------------------- | --------------------------------------- | ------------------------ | ----- | ------ | -------------------------------- | ----- |
| Derrota   | 7–6    | Bassil Hafez    | Decisión (unánime)                     | UFC 302                                 | 1 de junio de 2024       | 3     | 5:00   | Newark, Nueva Jersey             |       |
| Derrota   | 7–5    | Mike Malott     | TKO (golpes)                           | UFC 273                                 | 9 de abril de 2022       | 1     | 3:41   | Jacksonville, Florida            |       |
| Derrota   | 7–4    | Alex Morono     | Decisión (unánime)                     | UFC on ESPN: Font vs. Aldo              | 4 de diciembre de 2021   | 3     | 5:00   | Las Vegas, Nevada                |       |
| Victoria  | 7–3    | Jordan Williams | Sumisión (estrangulamiento por detrás) | UFC on ESPN: Sandhagen vs. Dillashaw    | 24 de julio de 2021      | 1     | 2:57   | Las Vegas, Nevada                |       |
| Derrota   | 6–3    | Mike Perry      | Decisión (unánime)                     | UFC on ESPN: Poirier vs. Hooker         | 27 de junio de 2020      | 3     | 5:00   | Las Vegas, Nevada                |       |
| Victoria  | 6–2    | Salim Touahri   | Decisión (unánime)                     | UFC on ESPN: Covington vs. Lawler       | 3 de agosto de 2019      | 3     | 5:00   | Newark, Nueva Jersey             |       |
| Derrota   | 5–2    | Diego Sánchez   | TKO (golpes)                           | UFC 235                                 | 2 de marzo de 2019       | 2     | 4:13   | Paradise, Nevada                 |       |
| Victoria  | 5–1    | George Sullivan | Sumisión (rear naked-choke)            | UFC Fight Night: Gaethje vs. Vick       | 25 de agosto de 2018     | 1     | 1:09   | Nebraska                         |       |
| Derrota   | 4–1    | Randy Brown     | Decisión (unánime)                     | UFC 217                                 | 4 de noviembre de 2017   | 3     | 5:00   | Ciudad de Nueva York, Nueva York |       |
| Victoria  | 4–0    | Sage Northcutt  | Sumisión (rear naked-choke)            | UFC on Fox: VanZant vs. Waterson        | 17 de diciembre de 2016  | 2     | 1:40   | Sacramento, California           |       |
| Victoria  | 3–0    | CM Punk         | Sumisión (rear naked-choke)            | UFC 203                                 | 10 de septiembre de 2016 | 1     | 2:14   | Cleveland, Ohio                  |       |
| Victoria  | 2–0    | Mike Jackson    | Sumisión (rear naked-choke)            | UFC Fight Night: Hendricks vs. Thompson | 6 de febrero de 2016     | 1     | 0:45   | Las Vegas, Nevada                |       |
| Victoria  | 1–0    | Ron Templeton   | Sumisión (rear naked-choke)            | Dead Serious MMA 17                     | 21 de noviembre de 2015  | 1     | 2:53   | Filadelfia, Pensilvania          |       |